# Districtul Na Muen
Na Muean (în thailandeză นาหมื่น) este un district (Amphoe) din provincia Nan, Thailanda, cu o populație de 14.817 locuitori și o suprafață de 785,608 km².

## Componență
Districtul este subdivizat în 4 subdistricte (tambon), care sunt subdivizate în 48 de sate (muban).
| Nr. | Nume       | În thailandeză | Sate | Locuitori |  |
| --- | ---------- | -------------- | ---- | --------- |  |
| 1.  | Na Thanung | นาทะนุง         | 17   | 4,989     |  |
| 2.  | Bo Kaeo    | บ่อแก้ว          | 14   | 4,756     |  |
| 3.  | Mueang Li  | เมืองลี          | 7    | 2,126     |  |
| 4.  | Ping Luang | ปิงหลวง         | 10   | 3,168     |  |